# 达西·布莱克
達斯·占士·比歷克（英語：Darcy James Blake，1988年12月13日—），是一名威爾斯足球運動員，司職中場，出身卡迪夫城青訓系統，他也是威爾斯足球代表隊代表。

## 球員生涯

### 球會
卡迪夫城
外借普利茅斯
2009年8月29日，英冠球會普利茅斯向同級球會卡迪夫城借用比歷克，借用至2010年1月。
重返卡迪夫城
2010年1月6日，比歷克外借完畢返回卡迪夫城。
水晶宫
2012年8月23日，英冠球會水晶宫從卡迪夫城購入比歷克，轉會費金額35萬英鎊，合約為期三年。

## 榮譽
卡迪夫城
- 英格蘭足總盃亞軍（1）：2007/08年
- 英格蘭足球冠軍聯賽附加賽亞軍（1）： 2010年
- 英格蘭聯賽盃亞軍（1）：2011/12年